# Zero-K
Zero-K (ZK; tidigare Complete Annihilation eller CA) är ett datorspel. 

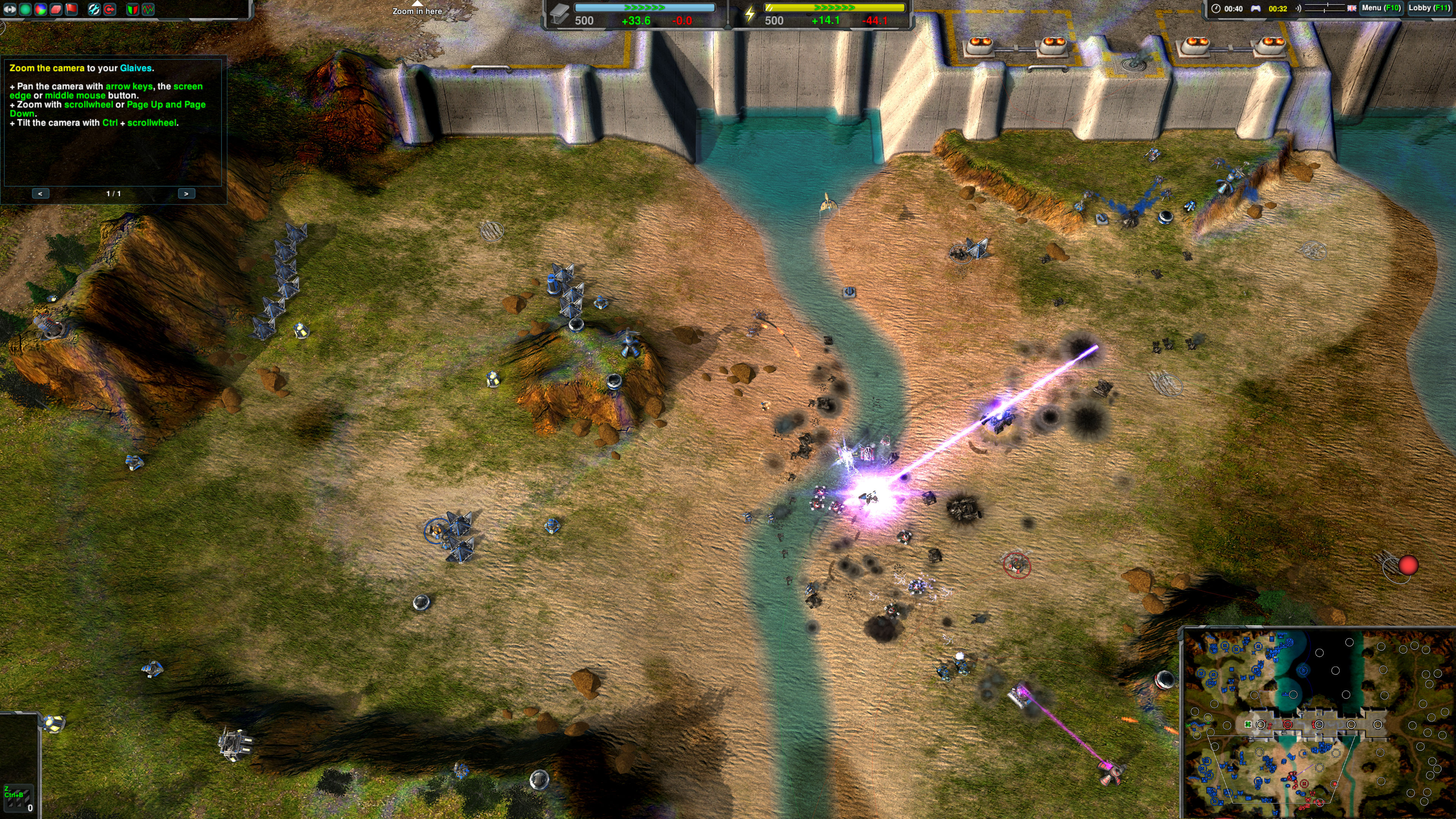

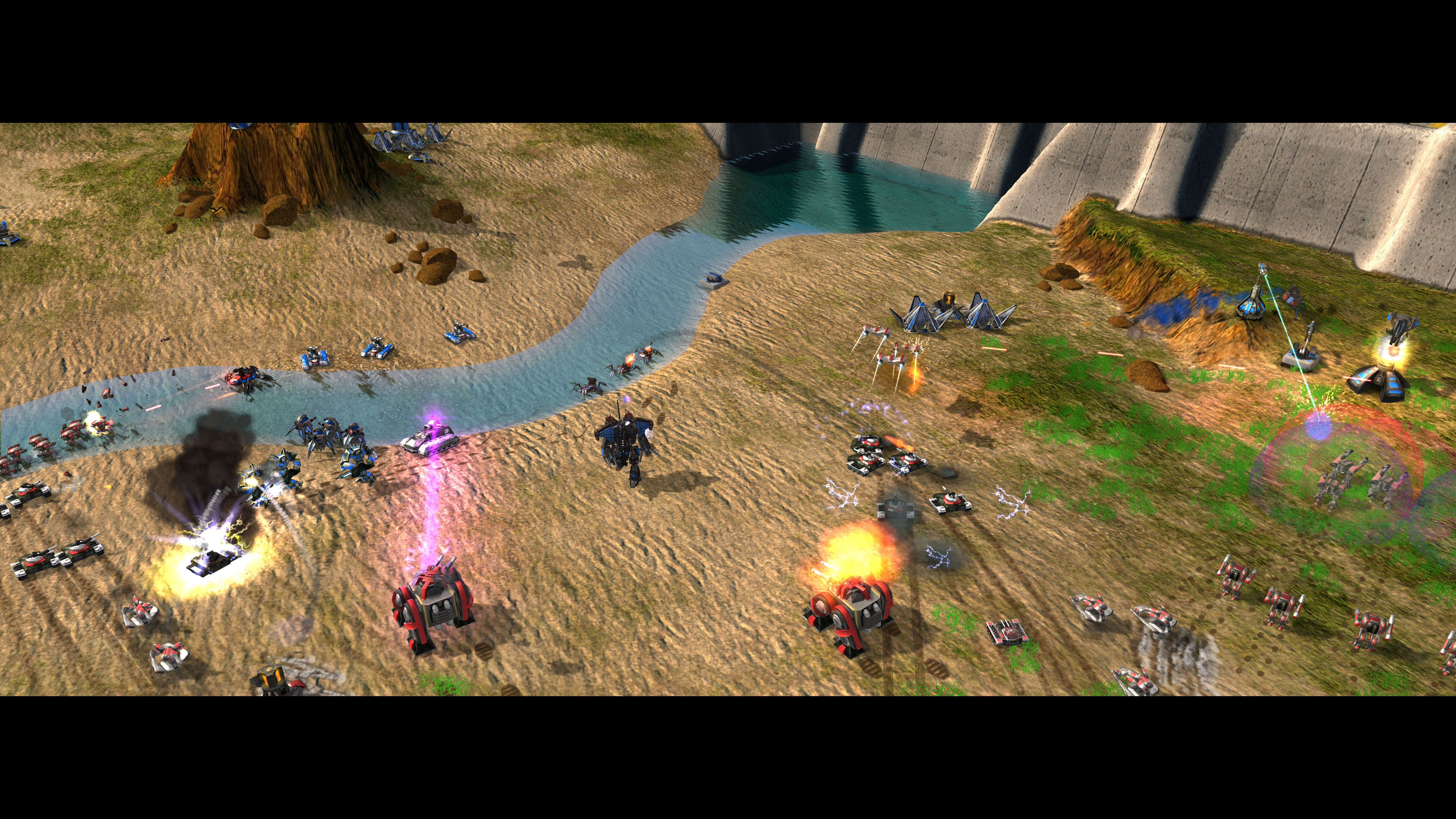

Spelet hör till genren realtidsstrategispel och utvecklades till multiplattform. Inledningsvis baserades spelet på innehåll från Total Annihilation på spelmotorn Spring som är baserad på öppen källkod, men produkten avgrenades sedan och allt proprietärt innehåll ersattes och spelet utvecklades till ett helt nytt spel med unika egenskaper.